# Заглибний насос

Установка з зануреним насосом

Заглибний насос (рос. насос погружной, англ. immersed pump, submerged (–tipe) [submersible, subsurface] pump, нім. Tauchpumpe f) — насос, що встановлюється під рівнем рідкого середовища з опорами усередині і зовні. Розрізняють заглибні насоси горизонтальні та вертикальні одно- та багатоступінчасті, з конструктивними особливостями окремих типів, враховуючими фізико-хімічні характеристики рідини, що перекачується, і умови експлуатації.
Робоче колесо та спрямівний апарат вертикальних багатоступінчастих насосів конструктивно об'єднано у блоки, кількість яких залежить від потрібного напору. Електродвигуни, які розташовано під насосами, можуть бути водозаповненими, в яких навивку статора виконано з мідного дроту з поліетиленовою ізоляцією, або екрановані, де статор захищено циліндром з немагнітного матеріалу. Над насосом встановлюють кульовий зворотний клапан. Основні переваги заглибних насосів: відсутність довгого трансмісійного та проміжних підшипників; можливість установлювання у скривлених свердловинах та безпосередньо у колодязях, простота монтажу й демонтажу. До недоліків слід віднести високі вимоги до якості води, підвищена чутливість до механічних домішок, вміст яких не повинен перевищувати 100 мг/л (0,01 %). Широко застосовуються в гірничій, у тому числі нафтогазовій промисловості, для відкачування рідини з свердловин, заглиблених резервуарів, шахт, кар'єрів тощо. Один з різновидів заглибного насоса — свердловинний насос.